# Rubber Bullets
Singles de 10cc
Johnny Don't Do It
(1972) The Dean and I
(1974)
Pistes de 10cc
Speed Kills The Hospital Song
Rubber Bullets est une chanson du groupe de rock britannique 10cc sortie en single en 1973.
Vers la même époque, l'armée britannique commence à employer des balles en caoutchouc (rubber bullets) dans le cadre du conflit nord-irlandais. Plusieurs radios croient que la chanson de 10cc fait référence à ce fait d'actualité et en interdisent la diffusion. Cela n'empêche pas le single, bien aidé par un passage du groupe dans l'émission Top of the Pops, de se classer en tête du hit-parade britannique pendant une semaine en juin, et 73e aux États-Unis. Elle apparaît également sur le premier album du groupe, également appelé 10cc, sorti en juillet de la même année.